# Koninklijke Ten Cate
Koninklijke Ten Cate B.V. is een Nederlandse multinational en behoort internationaal tot de marktleiders in weefsels voor beschermende en werkkleding, outdoorweefsels, kunstgrascomponenten (vezels en backing), composietmaterialen voor lucht- en ruimtevaart en antiballistiek, geosynthetische materialen etc. In 2015 bracht een consortium van investeerders een succesvol bod uit op alle aandelen van het bedrijf. De activiteiten van Ten Cate worden in onderdelen verkocht.

## Bedrijf
Het bedrijf heeft het hoofdkantoor in Nederland en werkmaatschappijen in tal van Europese landen, in Noord-Amerika en Azië. Koninklijke TenCate telde ruim 4300 medewerkers, en realiseerde over 2014 een omzet van € 1042 miljoen en een nettoverlies van € 46 miljoen (2013: winst € 19 miljoen). Van de omzet werd zo'n 80% gerealiseerd in Noord-Amerika en Europa. Tot maart 2016 waren de aandelen Koninklijke TenCate genoteerd aan Euronext Amsterdam en het bedrijf maakte ook onderdeel uit van de AMX-index.
TenCate Grass is wereldmarktleider in de ontwikkeling en productie van kunstgrasvezels en -componenten. Het bedrijfsonderdeel noteerde tezamen met zusterdivisie TenCate Geosynthetics in 2015 een omzet van € 611,7 miljoen, waarvan bijna de helft voor rekening kwam van de kunstgrasactiviteiten. TenCate Grass heeft, naast de ontwikkelafdeling en productie in Nederland, productielocaties in de Verenigde Staten en in Dubai met een fabriek voor kunstgrasgarens (de ‘grassprieten’ voor het kunstgrasveld). In Nederland worden de achterzijde van het kunstgrastapijt en overige kunstgrascomponenten gemaakt.
Koninklijke TenCate is internationaal marktleider of een van de grootste spelers in:
- kunstgrasvezels voor sport
- tentdoek en zonwering
- antiballistische materialen voor persoonlijke en voertuigbescherming
- composieten voor de luchtvaartindustrie en ruimtevaart
- geosynthetics voor de bouw, milieumarkt, agrarische sector, tuinbouw en outdoortoepassingen
- beschermende (veiligheids)weefsels.

In 2007 ontving TenCate de Erasmus Innovatie Award. In het juryrapport werd het bedrijf omschreven als "meest innovatieve en competitieve organisatie van Nederland".

## Geschiedenis
KTC is voortgekomen uit H. ten Cate Hzn. & Co. Dit Almelose bedrijf heeft een geschiedenis waarvan het eerste schriftelijke document teruggaat tot 1704, hoewel reeds in 1691 bleek dat de familie Ten Cate zich met de textielhandel bezighield. Het was oorspronkelijk een handels- en handwerkbedrijf. Vanaf het begin van de 19e eeuw groeide de onderneming uit tot een belangrijk industrieel textielbedrijf. Hierin hebben de directeuren Egbert I t/m Egbert III Ten Cate een belangrijke rol gespeeld. Egbert IV ten Cate (1904-1992) was de laatste textielbaron. Vervolgens hield het bedrijf op een familiebedrijf te zijn.
In 1957 fuseerde ten Cate met de uit 1836 stammende Koninklijke Stoomweverij (KSW) uit Nijverdal. Dit was de eerste naoorlogse industriële fusie in Nederland. De kroon op de fusie werd gezet op 30 april 1958 toen de toestemming afkwam dat de nieuwe NV het predicaat ‘Koninklijke’ mocht voeren. Dit predicaat zat verscholen in de ‘K’ van KSW, zodat men een nieuwe naam moest verzinnen. Dat werd ‘Koninklijke textielfabrieken Nijverdal-ten Cate’, met Nijverdal voorop aangezien het predicaat bij KSW hoorde (bron: 'De draad van de toekomst'; opkomst, tegenslag en voorspoed van KNTC 1945-1990, JL de Jager). In 1982 werd de naam iets veranderd in Koninklijke Nijverdal-Ten Cate (in het boek wordt onderscheid KNtC en KNTC niet gemaakt). Vervolgens in 1995 'Koninklijke Ten Cate' en sinds 2006 geldt 'Koninklijke TenCate'. 
Begin jaren zestig van de 20e eeuw werden gastarbeiders geworven uit Spanje en Italië en later uit Turkije en Marokko. Doch vanaf eind jaren zestig van de 20e eeuw begon ook de Twentse textielindustrie weg te kwijnen. Begin jaren negentig van de 20e eeuw was de onderneming bijna failliet, maar reeds in de jaren zeventig zocht Ten Cate haar heil in diversificatie. Men kocht enkele ondernemingen op en ging rubber leidingen en plastic verpakkingen produceren. Ondertussen had men in de omgeving van Thessaloniki nog katoenvelden. Zo produceerde men de stof voor Levi's spijkerbroeken. Eind 1972 verkreeg Ten Cate licentierechten voor de productie en verkoop van de originele Windsurfer zeilplank voor heel Europa, waarmee Ten Cate niet alleen de Nederlandse, maar ook de Europese markt openbrak. Productienummer 300.000 rolde in het 10de jubileum jaar van de band. In verband met toenemende concurrentie en veranderende marktomstandigheden werd de productie van windsurfplanken in 1990 gestaakt.
Een belangrijke fabriek was de glasvezelweverij. Hier werd ook technisch textiel vervaardigd. Dit betrof onder meer glasvezel bewapeningsmatten waarmee andere producten konden worden versterkt, matten voor de weg- en waterbouw (geotextiel) en voor de industrie. Begin jaren zeventig werd een joint venture met het Amerikaanse bedrijf Thiokol opgezet. Dit bedrijf had de juten onderzijde van vloerbedekking door een kunststof onderzijde vervangen. Aldus werd men actief in de tapijtindustrie en dientengevolge ook in het kunstgras. Vanaf 2000 werden vele activiteiten van het bedrijf, waaronder het traditionele textiel, verkocht. Over bleef technisch textiel, geotextiel en kunstgrasvezels.

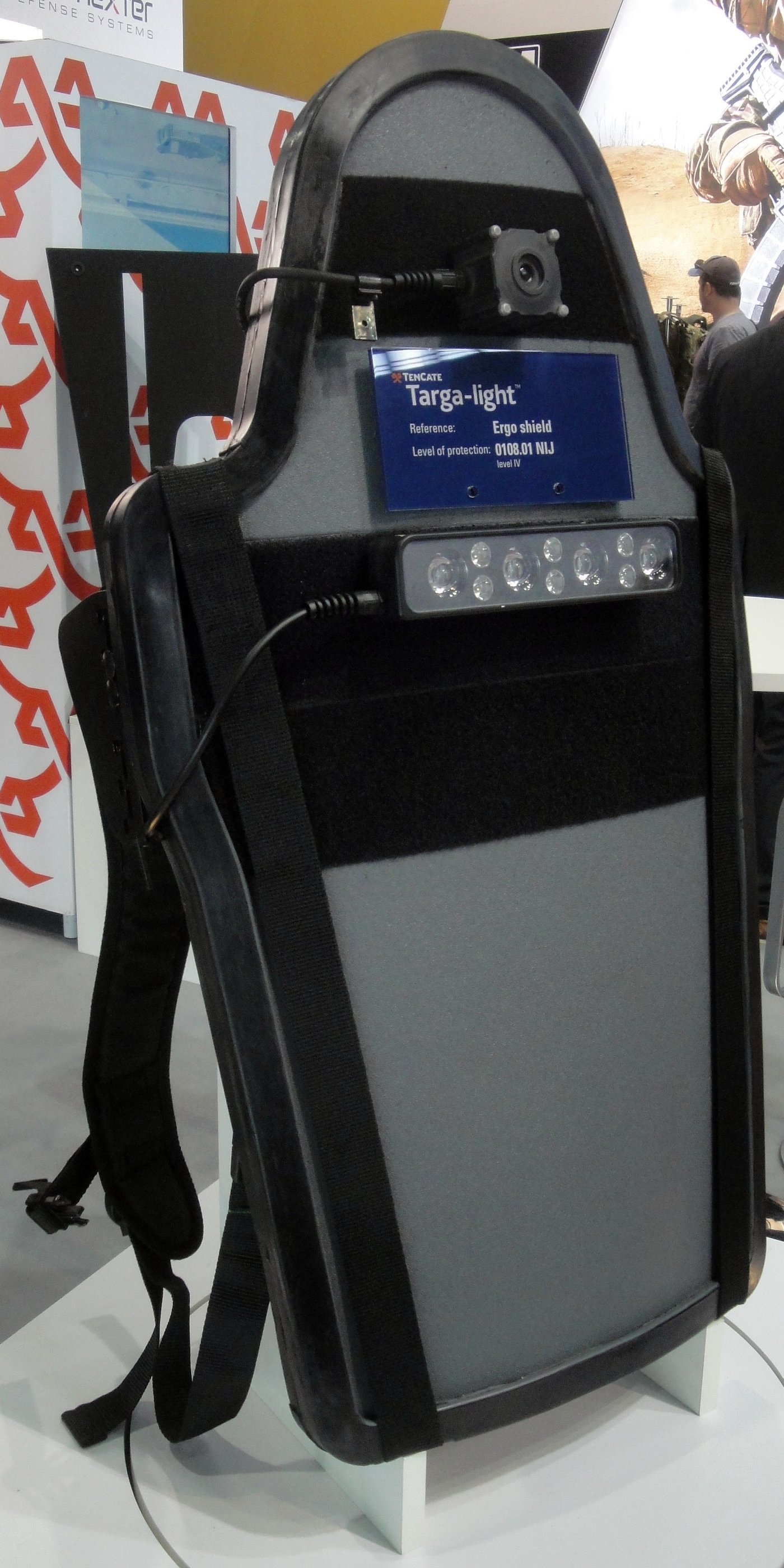
Ballistisch schild TenCate Targa-light

Er werden ook bedrijven aangekocht die aanvullende technologie in huis hadden, waaronder Southern Mills in Georgia. Aldus werd men actief in de bewapeningsindustrie en vervaardigde onder meer brandwerende uniformstoffen voor het Amerikaanse leger, alsmede kogel- en granaatsplinterwerende kleding. Men gebruikt daartoe glasvezel- en koolstofvezels, harsen en dergelijke.
In 2008 werd het Amerikaanse ruimtevaartbedrijf YLA and CCS Composites overgenomen. Aldus ontstond de divisie TenCate Aerospace Composites, waar composieten voor de lucht- en ruimtevaart worden geproduceerd, waaronder materiaal voor de vleugels van de Airbus A380.
Een belangrijke klant van het bedrijf is de defensie-industrie. Het Amerikaanse leger is een belangrijke klant, maar na de terugtrekking uit Irak en Afghanistan is de vraag naar specialistisch textiel, voor kogelwerend vesten en composieten voor legervoertuigen, gedaald. Over 2014 heeft TenCate daarom 82 miljoen euro vóór belasting af moeten schrijven op de boekwaarde van het relevante bedrijfsonderdeel Advanced Armour. Ten Cate lijdt over 2014 een nettoverlies van circa 46 miljoen euro, maar exclusief deze bijzondere afboeking behaalde ten Cate een winst van 24 miljoen euro.
Begin 2015 verkoopt TenCate het onderdeel Enbi, dat rollers voor papiertransport en beeldoverbrenging in printers en kopieerapparaten maakt. Koper is het Amerikaanse private-equityfonds Platinum Equity. TenCate wilde al jaren van Enbi af. Het bedrijfsonderdeel wordt tegen ongeveer de boekwaarde verkocht.

### Overname door private-equity-investeerders
In juli 2015 wordt een overnamebod gedaan op TenCate. Drie private-equity-investeerders, Gilde Buy Out Partners, Parcom en ABN AMRO Participaties, zijn bereid in totaal € 675 miljoen te betalen en beloofden het bedrijf minstens drie jaar intact te houden. Aandeelhouders met een belang van 16% zijn al akkoord met het bod. In oktober werd het officiële overnamebod op TenCate gelanceerd. De Europese Commissie stemde eerder deze maand in met de overname. Aandeelhouders hadden tot 16 december 2015 de tijd om hun stukken aan te melden. Op die dag was slechts 60,5% van de aandelen aangeboden en de bieders hebben besloten de termijn met ruim drie weken te verlengen. Op 12 januari 2016 werd het bod verhoogd naar € 26 per aandeel of € 714 miljoen in totaal. Op 17 maart 2016 werd de beursnotering beëindigd.

#### Verkoop TCAC
In maart 2018 werd bekend dat het Japanse chemiebedrijf Toray de composietafdeling van Koninklijke TenCate over gaat nemen. De verkoopsom van TenCate Advanced Composites (TCAC) is zo’n € 930 miljoen. Dit bedrijfsonderdeel telt ruim 700 medewerkers, waarvan 120 in Twente, en ontwikkelt en produceert vooral thermoplastische en thermoset composiet voor de luchtvaartindustrie. TenCate werkte al samen met Toray, die de grootste producent van koolstofvezels ter wereld is. op 17 juli 2018 werd deze transactie afgerond.

#### Verkoop Pantserdivisie
In november 2020 werd de TenCate Advanced Armour verkocht. De koper is de Britse investeringsmaatschappij Agilitas die er minstens € 150 miljoen voor heeft betaald.
Na deze verkoop en de verzelfstandiging van TenCate Outdoor Fabrics (tentdoek) resteren nog drie van de zes divisies, Protective Fabrics (beschermende veiligheidsweefsels), TenCate Grass (kunstgras) en TenCate Geosynthetics (synthetische structuren voor de bouw en agrarische sector). Bij de resterende divisies in Nijverdal en Hengelo werken nog rond de 800 mensen.

## Maatschappelijke betrokkenheid
Koninklijke TenCate is sinds 2003 hoofdsponsor van de eredivisie voetbalclub Heracles Almelo. In juli 2008 is bij Heracles Almelo een nieuw kunstgrassysteem aangelegd.
De familie ten Cate heeft in de Almelose gemeenschap altijd een belangrijke rol gespeeld. Het Egbert ten Cateplantsoen is hiervan een goed voorbeeld. In 1913 kocht Johannes ten Cate aan de westkant van de stad een stuk grond waarop hij in 1920 het landhuis Bellinckhof bouwde. Het huis, met tuin in Engelse stijl, wordt nog steeds door de familie bewoond. Naast het onderhoud van de eigen tuinen, speelt Ten Cate een rol bij het beheer van het Beeklustpark.